# Triphragmium
Triphragmium is een geslacht van schimmels behorend tot de familie Raveneliaceae. De wetenschappelijke naam van het geslacht werd voor het eerst in 1825 geldig gepubliceerd door Link.

## Soorten
Volgens Index Fungorum bestaat het geslacht uit zeven soorten:
| Soortnaam                                 | Auteur(s)     | Publicatiejaar |
| ----------------------------------------- | ------------- | -------------- |
| Triphragmium filipendulae                 | (Lasch) Pass. | 1875           |
| Triphragmium graminicola                  | Beeli         | 1922           |
| Triphragmium grande                       | P. Karst.     | 1905           |
| Triphragmium nishidanum                   | Dietel        | 1902           |
| Triphragmium schwarzmanianum              | Pisareva      | 1964           |
| Triphragmium ulmariae (Moerasspirearoest) | (DC.) Link    | 1825           |
| Triphragmium vassilievae                  | Azbukina      | 1972           |